# Người xin tị nạn
Người xin tị nạn là người di cư hoặc nhập cư, người đã chính thức tìm kiếm sự bảo vệ của quốc gia mà họ trốn sang cũng như quyền ở lại đất nước này vì chiến tranh hoặc các yếu tố khác gây hại cho họ hoặc gia đình họ và đang chờ quyết định về việc đệ đơn chính thức này. Người xin tị nạn là một người nhập cư đã bị ảnh hưởng bởi buộc phải di dời và có thể bị coi là người tị nạn.
Người xin tị nạn có thể đã nộp đơn xin tình trạng tị nạn Công ước hoặc cho các hình thức bảo vệ bổ sung. Do đó, tị nạn là một thể loại bao gồm các hình thức bảo vệ khác nhau. Hình thức bảo vệ nào được đưa ra tùy thuộc vào định nghĩa pháp lý mô tả đúng nhất lý do bỏ trốn của người xin tị nạn. Một khi quyết định được đưa ra, người xin tị nạn nhận được tình trạng tị nạn theo Công ước hoặc một hình thức bảo vệ bổ sung, và có thể ở lại đất nước—hay bị từ chối tị nạn, và sau đó thường phải rời đi.
Chỉ sau khi nhà nước, lãnh thổ hoặc UNHCR—bất cứ nơi nào đơn xin tị nạn được thực hiện—thừa nhận nhu cầu bảo vệ, người xin tị nạn mới chính thức nhận được tình trạng tị nạn. Điều này mang theo các quyền và nghĩa vụ nhất định, theo pháp luật của nước tiếp nhận. Người tị nạn có hạn ngạch không cần phải xin tị nạn khi đến các nước thứ ba vì họ đã trải qua quá trình xác định tình trạng tị nạn của UNHCR trong khi ở nước đầu tiên của tị nạn và điều này thường được các nước thứ ba chấp nhận.